# Abaszéplak
Abaszéplak (szlovákul: Krásna (nad Hornádom), korábban Síplak) egykor önálló község, ma Kassa város része Szlovákiában, a Kassai kerület Kassai IV. járásában.

## Fekvése
Közigazgatásilag Kassához tartozik, a központtól 7 km-re délkeletre, a Kassai-medence szívében, a Hernád partján fekszik.

## Története
A település a 12. században keletkezett nem sokkal azután, hogy 1143-ban az Aba nemzetség bencés kolostort alapított itt. 1219-ben „Zeploc” néven említik először. Nevének előtagját a kolostoralapító Aba nemzetségről kapta. A kolostor – melynek maradványait feltárták – a 16. századig állt fenn. Közvetlenül a mohácsi csata után, 1530 körül elpusztult. A helyén és környékén a 17.–18. században temető volt.
A falu 1567-ben a nagyszombati jezsuiták tulajdonába került. A jezsuita rend itteni gazdaságába érkezett a 17. század elején Kőrösi Márk jezsuita atya, a kassai vértanúk egyike, akit 1619. szeptember 7-én két társával együtt Rákóczi György hajdúi kegyetlenül halálra kínoztak.
A 18. század végén Vályi András így ír róla: „SZÉPLAK. Abaúj Várm. Apátúrsága nevezetesíti, fekszik Kassa, és Mislye között.”
Fényes Elek 1851-ben kiadott geográfiai szótárában így ír a faluról: „Apáthi, Hosszú Szer, Rövid Szer, három összeolvadt tót-magyar falu, Abauj vgyében, mellyek közönségesen csak Széplaknak neveztetnek. Számlál 906 r. kath., 50 görög kath., 37 evang., 132 ref., 26 zsidó lak. Kath. paroch. templom. Termékeny föld, erdő. Van itt b. Meskónak egy kastélyja, egy szép nagy kerttel együtt. F. u. az első helységnek a Sz. István seminariuma, másodiknak az egri káptalan, a harmadiknak b. Meskó. Ut. p. Kassa.”
Borovszky Samu monográfiasorozatának Abaúj-Torna vármegyét tárgyaló része szerint: „Széplak-Apáti és Abauj-Széplak egymással összeépült községek. Az előbbinek 45 háza, 370 magyar és tót lakosa van, székhelye a körjegyzőségnek. Az utóbbinak 146 háza, 1019 tót lakosa van. A posta helyben, távirója Bárczán van. Itt van Widder Mórnak megyeszerte hires tisztavérü pinzgaui tehenészete és nagy tejgazdasága és az esztergomi papnevelő intézet uradalmi főtisztsége. A falu mellett a megye legnagyobb czigánytelepe van. Széplakot Thököly Imre 1678-ban elfoglalta.”
A mai település két részének, Hosszúszer és Rövidszer egyesüléséből jött létre. A trianoni diktátumig Abaúj-Torna vármegye Kassai járásához tartozott. 1938 és 1945 között – az I. bécsi döntés következtében – ismét magyar fennhatóság alá került.
Abaszéplakot 1945-ben Széplakapátival egyesítették. 1976-ban Kassához csatolták. A település első iskolája a kastély épületében nyílott, ezután építették fel a mai épületet. Az iskola később Kőrösi Márk nevét vette fel. A városrésznek futballpályája is van, mely az ötödik ligás FK Hornád Krásna otthona. Itt játssza mérkőzéseit a harmadik ligás Lokomotíva Košice csapata is.

## Népessége
1910-ben 1064-en lakták, ebből 831 fő szlovák, 213 magyar anyanyelvű.
2011-ben 4420 lakosából 3609 fő szlovák volt.

## Nevezetességei
- Az 1143-ban alapított széplaki bencés apátság romjai.
- A település kastélyát 1780-ban építették barokk-klasszicista stílusban, az épületet 1988-ban megújították.
- Rokokó kúriáját 1773-ban építették, majd a 19. században klasszicista stílusban bővítették.
- Szent Cirill és Metód tiszteletére szentelt római katolikus temploma 1935-ben épült.